# Miklós Németh (athlétisme)
Pour l'homme politique, voir Miklós Németh.
Pour les articles homonymes, voir Németh.
Dans le nom hongrois Németh Miklós, le nom de famille précède le prénom, mais cet article utilise l’ordre habituel en français Miklós Németh, où le prénom précède le nom.
Miklós Németh (né le 23 octobre 1946 à Budapest) est un athlète hongrois, d'1,83 m et de 88 kg en 1976, champion olympique du lancer du javelot, en améliorant à cette occasion le record du monde détenu par Wolfermann. Il est le fils de Imre Németh lui-même champion olympique au lancer du marteau en 1948.

## Biographie
En 1975, le lanceur hongrois réalise la meilleure performance mondiale avec 91,38 m devant Hannu Siitonen (Finlande) et Ferenc Paragi (Hongrie).
En 1977, il réalise également le meilleur jet sur le plan mondial, soit 94,10 m, devant son compatriote Ferenc Paragi et le finlandais Hannu Siitonen.

### Palmarès
| Date | Compétition                | Lieu       | Résultat | Performance |
| ---- | -------------------------- | ---------- | -------- | ----------- |
| 1970 | Universiade                | Turin      | 1er      | 81,94 m     |
| 1972 | Jeux olympiques            | Munich     | 7e       | 81,98 m     |
| 1974 | Championnats d'Europe      | Rome       | 7e       | 81,06 m     |
| 1976 | Jeux olympiques            | Montréal   | 1er      | 94,58 m     |
| 1977 | Coupe du monde des nations | Düsseldorf | 3e       | 80,82 m     |
| 1978 | Championnats d'Europe      | Prague     | 7e       | 83,58 m     |
| 1980 | Jeux olympiques            | Moscou     | 8e       | 82,40 m     |

- Sportif de l'année en Hongrie en 1976